# فیض‌آباد (شیروان)
فیض‌آباد روستایی در دهستان حومه بخش مرکزی شهرستان شیروان استان خراسان شمالی ایران است.

## جمعیت
بر پایه سرشماری عمومی نفوس و مسکن در سال ۱۳۹۵ جمعیت این مکان ۱۷۵ نفر (۵۵خانوار) بوده‌است.